# Megliore degli Abati
Megliore degli Abati o Migliore (Firenze, ... – XIII secolo) è stato un poeta italiano.

## Biografia
Figlio di Rinaldo degli Abati, visse nel XIII secolo a Firenze. Nel 1270 si recò presso Carlo d'Angiò per chiedere la grazia per la sua famiglia di parte guelfa. Sono presenti diverse citazione nei suoi riguardi: nel Novellino viene ricordato come un poeta di ottimi costumi, in grado di parlare un ottimo provenzale. Fu amico di Guittone d'Arezzo, il quale gli dedicò la canzone "Voglia di dir giusta ragion m'ha porta".

## Opere
Di Megliore degli Abati ci rimane un unico sonetto intitolato "Sì come il buono arciere a la battaglia" che tratta il tema delle malelingue.